# Kazalište u 1984.
◄◄ | ◄ | 1981. | 1982. | 1983. | 1984.  | 1985. | 1986. | 1987. | ► | ►►
Arhitektura • Astronautika • Astronomija • Biologija • Film • Fotografija • Glazba • Kazalište • Kemija • Kiparstvo • Knjige • Književnost • Kršćanstvo • Meteorologija • Medicina • Planinarstvo • Politika • Pravo • Promet • Slikarstvo • Strip • Šport • Televizija • Znanost • Zrakoplovstvo • Željeznički promet
Kazalište u 1984.

## Hrvatska i u Hrvata

### Rođenja
- 13. studenoga − Slavko Sobin, hrvatski je kazališni, televizijski i filmski glumac

## Vanjske poveznice
|  | Zajednički poslužitelj ima još gradiva o temi Kazalište u 1984. |